# 湯浅和也
湯浅 和也（ゆあさ かずや、1979年12月10日 - ）は、日本のプロレスラー。

## 経歴
1999年9月11日、みちのくプロレス大迫カントリープラザ大会で湯浅和也として対新崎人生戦でデビュー。
2002年4月から5月、「みちのく新人リーグ」に出場して優勝。
2004年2月21日、大阪プロレス主催で開催された「SUPER J-CUP」に出場。4月、新日本プロレスで開催された「ヤングライオン杯争奪リーグ戦」に出場。12月3日、リングネームをGAINAに改名。
2005年3月6日、佐々木健介&中嶋勝彦組に勝利して新崎と共に東北タッグ王座を獲得。
2006年5月、みちのくプロレスを退団。6月、大阪プロレスに入団。11月5日、天王山に出場して優勝。11月19日、みちのくプロレスでザ・グレート・サスケに勝利して東北ジュニアヘビー級王座を獲得。12月2日、ビリーケン・キッド&秀吉組に勝利してゼウスと共に大阪プロレスタッグ王座を獲得。
2007年5月、沖縄プロレスに移籍してリングネームを覆面レスラー「シーサー王」に改名。
2009年4月5日、スペル・デルフィン&マグニチュード岸和田組との王座決定戦に勝利して怪人ハブ男と共にMWF世界タッグ王座を獲得。
2010年7月4日、王座決定トーナメントに優勝して沖縄プロレス王座を獲得。
2011年8月25日、沖縄プロレスを退団。
2012年8月から9月、みちのくプロレスで開催された「ふく面ワールドリーグ戦」に出場。
2013年6月、みちのくプロレスに再入団。
2015年6月、みちのくプロレスを退団。
2017年9月24日、みちのくプロレスで行われた気仙沼二郎&ルイ・ナポレオン組との王座決定戦に勝利して獅子王と共に酒田港インターコンチネンタルタッグ王座を獲得。
2018年3月18日、みちのくプロレスで日向寺塁&郡司歩組に勝利して、のはしたろうと共に東北タッグ王座とUWA世界タッグ王座を獲得。

## 得意技
ラストライド
サザンクロス
メキスウィープ
K7-308と同型。
Xクローザー
鳴門海峡
ローリングラリアットと同型。
スーパーラリアット
倒れ込み式ラリアットと同型。
ラリアット
ダイビング・エルボー・ドロップ

## 入場曲
- TIME Bomber（湯浅和也）
- MASTERY（目木とーる）

## タイトル歴
みちのくプロレス
- 東北ジュニアヘビー級王座（第9代）
- 東北タッグ王座（第3代、第5代、第25代、第27代）（パートナーは新崎人生×2→のはしたろう×2）
- UWA世界タッグ王座（第24代、第26代）（パートナーは、のはしたろう×2）
- みちのく新人リーグ優勝（2002年）

大阪プロレス
- 大阪プロレスタッグ王座（第15代、第18代）（パートナーはゼウス→ゼロ）
- 天王山優勝（2006年）

沖縄プロレス
- 沖縄プロレス王座（第2代）
- MWF世界タッグ王座（初代）（パートナーは怪人ハブ男）

大日本プロレス
- 酒田港インターコンチネンタルタッグ王座（第3代）（パートナーは獅子王）

九州プロレス
- 九州プロレスタッグ王座（第10代）（パートナーは、のはしたろう）
- グローカル・タッグトーナメント優勝（2021年）（パートナーは、のはしたろう）

新潟プロレス
- 新潟無差別級王座（第14代）
- 新潟タッグ王座（第3代）（パートナーはビッグ・THE・良寛）

天龍プロジェクト
- WAR世界6人タッグ王座（第21代）（パートナーは岩崎孝樹、拳剛）